# Экстелл (Небраска)
Экстелл (англ. Axtell) — населённый пункт (англ. village) в округе Карни штата Небраска в США.
Кадастровая площадь — 1,14 км². Высота — 678 м.

## История
Первое поселение в Экстелле было основано в 1870-х годах. В 1885 году Экстелл был отмечен как деревня, через которую пролегла железная дорога Берлингтона и Миссури. Назван в честь железнодорожного рабочего.

## Население
В 2020 году здесь проживали 732 жителя. Плотность — 678 чел/км².
| Год  | Численность | Численность |
| ---- | ----------- | ----------- |
| 2010 | 726         | [ 2 ] [ 4 ] |
| 2020 | 732         | [ 3 ]       |

Расовый состав населения согласно переписи 2010 года составлял: 97,4 % белых, 0,6 % коренных американцев, 0,1 % азиатов, 0,8 % представителей других рас и 1,1 % представителей двух и более рас. Латиноамериканцы составляли 1,2% населения.

## Экономика
Основные виды экономической деятельности включают сельское хозяйство и связанные с ним производства.